# Thibaud Rey
Pour les articles homonymes, voir Rey.
Pas d'image ? Cliquez ici

a Compétitions nationales et continentales officielles uniquement.

Dernière mise à jour le 13 juillet 2022.
Thibaud Rey, né le 20 juin 1992, est un joueur français de rugby à XV. Il évolue au poste de deuxième ligne au Stade niçois.

## Biographie
Thibaud Rey commence le rugby à XV à l'Union sportive Izeaux (US Izeaux), il y joue dès l'âge de 7 ans jusqu'en cadet. Il part au FC Grenoble en junior puis il intègre le centre de formation.
En 2013, il est champion de France reichel avec le FC Grenoble,.
Il signe un contrat mixte avec le club dont un contrat espoir pour la saison 2014-2015 et un contrat pro pour la saison 2015-2016,.
Il est sélectionné en équipe de France universitaire,,,,,.
En 2015, il s'engage pour deux saisons au Stade montois,. En 2019, il signe une prolongation de contrat de deux ans avec le club,.